# Lascelles Brown
Pour les articles homonymes, voir Brown.
Lascelles Brown, né le 12 octobre 1974 à May Pen en Jamaïque, est un pousseur de bobsleigh jamaïcain, canadien et monégasque.
Après avoir été membre de l'équipe nationale jamaïcaine de bobsleigh de 1999 à 2004, il rejoint l'équipe canadienne lors de la saison 2004-2005 et devient le pousseur du pilote Pierre Lueders. Avec lui, il remporte la médaille d'argent lors des Jeux olympiques d'hiver de 2006 de Turin. Quatre ans plus il remporte la médaille de bronze aux Jeux olympiques de Vancouver dans le bob à 4 piloté par Lyndon Rush. De 2010 à 2012 il représente Monaco en compétion en bob à 2 avec comme pilote le champion olympique Patrice Servelle, pour revenir ensuite dans la délégation canadienne.

## Palmarès

### Jeux olympiques d'hiver
- : Médaillé d'argent de bob à 2 aux Jeux olympiques d'hiver de 2006 à Turin.
- : Médaillé de bronze de bob à 4 aux Jeux olympiques d'hiver de 2010 à Vancouver.

### Championnat du monde de bobsleigh
- : Médaillé d'or en bob à 2 aux championnats monde de 2005.
- : médaillé d'argent en bob à 4 aux championnats monde de 2007.
- : médaillé de bronze en bob à 4 aux championnats monde de 2005.

### Coupe du monde de bobsleigh
- 39 podiums  : 
  - en bob à 2 : 7 victoires, 6 deuxièmes places et 9 troisièmes places.
  - en bob à 4 : 3 victoires, 4 deuxièmes places et 10 troisièmes places.

#### Détails des victoires en Coupe du monde
| Date       | Lieu                 | Discipline                                                          |
| ---------- | -------------------- | ------------------------------------------------------------------- |
| 18/12/2004 | Cortina d'Ampezzo    | bob à 2 avec Pierre Lueders (pilote)                                |
| 30/01/2005 | Saint-Moritz         | bob à 4 avec Pierre Lueders (pilote), Ken Kotyk et Morgan Alexander |
| 12/02/2005 | Lake Placid          | bob à 2 avec Pierre Lueders (pilote)                                |
| 14/01/2006 | Schönau am Königssee | bob à 2 avec Pierre Lueders (pilote)                                |
| 15/01/2006 | Schönau am Königssee | bob à 4 avec Pierre Lueders (pilote), Ken Kotyk et Morgan Alexander |
| 20/01/2007 | Igls                 | bob à 2 avec Pierre Lueders (pilote)                                |
| 15/12/2007 | Lake Placid          | bob à 2 avec Pierre Lueders (pilote)                                |
| 15/11/2009 | Park City            | bob à 4 avec Lyndon Rush (pilote), Chris Le Bihan et Dan Humphries  |
| 16/01/2010 | Saint-Moritz         | bob à 2 avec Lyndon Rush (pilote)                                   |
| 24/01/2016 | Whistler             | bob à 2 avec Christopher Spring (pilote)                            |